# Cognin
Cognin es una comuna francesa situada en el departamento de Saboya, en la región Auvernia-Ródano-Alpes.

## Demografía
| 3 143 | 3 995 | 5 397 | 6 085 | 5 779 | 5 900 | 5 857 | 6 097 |
| Para los censos de 1962 a 1999 la población legal corresponde a la población sin duplicidades (Fuente: INSEE [Consultar]) |       |       |       |       |       |       |       |